# Auguste Rollier
Auguste Rollier (ur. 1 października 1874 w Saint-Aubin-Sauges, zm. 15 listopada 1954 w Leysin) szwajcarski chirurg. 

## Życiorys
Był pionierem helioterapii gruźlicy kości. W 1903 roku założył sanatorium w Leysin. W 1928 roku został honorowym profesorem uniwersytetu w Lozannie. Stosował leczenie skojarzone gruźlicy kości: klimatyczne, naświetlania, terapię zajęciową, unieruchomienie.